# Daniella Kertesz
Daniella Kertesz (Jerusalén, 11 de marzo de 1989) es una actriz israelí de orígenes húngaros, conocida por su papel en la película Guerra mundial Z (2013). 

## Biografía

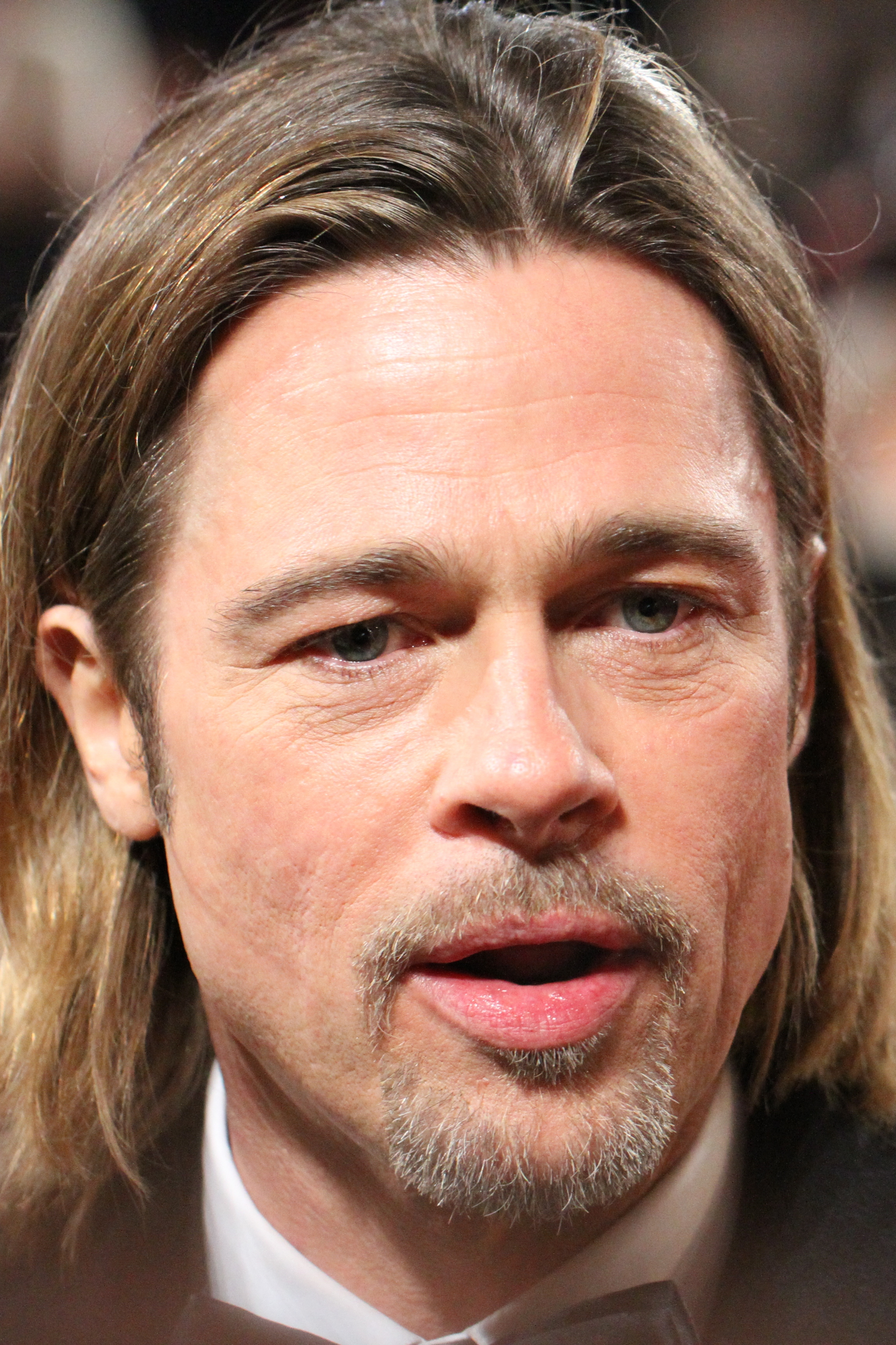
Brad Pitt compañero de reparto en la película Guerra mundial Z.

Daniella Kertesz estudió en la Jerusalem Music and Dance Academy. A los 14 años se mudó a la ciudad de Ramat HaSharon (en el distrito de Tel Aviv), y siguió estudiando en la Ironi Alef School of Arts. 

### Carrera
En esa época, mientras estudiaba actuación, Kertesz consiguió un papel protagónico en la serie de televisión Adumot a la edad de 14 años, como Noa Sperling, un joven jugador de fútbol que se crea un equipo de sólo chicas después de ser echado del equipo de los varones. 
Tras terminar el instituto, Kertesz consiguió varios papeles protagónicos en diversas producciones para la televisión, entre ellas Screenz, La cruda realidad, Custody y Loving Anna. 
Después de un viaje de año y medio por la India y Nepal, reanudó sus estudios en París en la Jacques Lecoq International Theatre School, los cuales terminó en un año. 
Luego asistió a la Berty Tovias International Theatre School, en Barcelona (España).
Llegó a un mayor protagonismo en la serie The Naked Truth (2008), en Canal 10 de Israel. 
La película Guerra mundial Z (2013) representó su debut cinematográfico. En ella representó a la joven teniente Segen, de la Defensa israelí, a la que el personaje de Brad Pitt le corta la mano recién mordida por un zombi, para evitar que el virus se expanda por el resto del organismo, convirtiéndola a ella en zombi en 12 segundos.
En 2013 protagonizó el thriller de terror AfterDeath, que se estrenó a principios de 2014.

## Filmografía[2]
- 2003-2004: Adumot (serie de televisión), como Noa Shperling.
- Mishmoret (serie de televisión)[1]
- Screenz (serie de televisión)
- The Naked Truth (serie de televisión)
- Custody (serie de televisión)
- Loving Anna (serie de televisión)
- 2008-2009: Ha-Emet Ha'Eroma (serie de televisión), como Hagar Ben David.
- 2013: Guerra mundial Z, como la teniente Segen.
- 2013: Mivtza Hamaniya (completada), como Gila.
- 2014: AfterDeath (en posproducción), como Onie, el personaje principal.
- 2015: Hazoref, como Heftzi (serie de televisión)
- 2007-2021: Shtisel como Racheli Warburg (serie de televisión)